# خرگوش
خَرگوش پستانداری گیاه‌خوار، از تیرهٔ خرگوشان است که اندامی شبیه به گربه و گوش‌های دراز و لب‌های شکافدار دارد. دست‌های خرگوش از پاهایش کوتاه‌تر هستند و بسیار تند حرکت می‌کند و دارای انواع مختلف است.
در هنگام زمستان به دلیل داشتن پوست سفید پیدا کردن خرگوش در برف دشوار است. تغییر رنگ پوست این جانور مربوط به ویژگی‌های زندگی آن‌ها است؛ یعنی در زمستان سفید شدن پوست این جانور را می‌توان سازش با محیط ویژگی‌های حیات دانست. خرگوش قطبی سوراخ‌هایی به عمق ۲ متر در برف حفر می‌کند تا از نوباوگان خود در هنگام خطر محافظت کند.
یکی از گونه‌های خرگوش، خرگوش آنقوره است. با توجه به میانگین ۵ تا ۶ بچه در هر زایمان، می‌توانند ۵۰ تا ۶۰ بچه در سال تولید کنند. این نوع خرگوش می‌تواند از سه‌ماهگی باردار شود.
خرگوش‌ها بیش از ۴۴ گونه‌اند (اهلی و صحرایی). رنگ آن‌ها خاکستری و قهوه‌ای است. خرگوش‌های دست‌آموز رنگ‌های گوناگونی دارند. طول آن‌ها تا ۶۰ سانتیمتر و وزن آن‌ها تا ۵ کیلوگرم هم می‌رسد. طول عمر آن‌ها تا ۶ سال و دشمنان آنها روباه، مار (مانند پایتونان)، عقاب، و انسان هستند. سرعت خرگوش به ۴۰ کیلومتر در ساعت هم می‌رسد. خرگوش در هر دوره بارداری، ۴ الی ۸ بچه به دنیا می‌آورد.

## محل زندگی
خرگوش‌ها می‌توانند در چمنزار، علفزار، جنگل‌های کم‌درخت، جنگل‌های انبوه، تالاب و حتی بیابان زندگی کنند. این جانور به صورت گروهی زندگی می‌کند. شناخته‌شده‌ترین گونهٔ خرگوش یعنی خرگوش اروپایی در سوراخ‌هایی درون زمین زندگی می‌کند و می‌تواند به سرعت به محیط اطرافش خو بگیرد
بیش از نیمی از خرگوش‌های جهان در آمریکای شمالی زندگی می‌کنند. همچنین جنوب غربی اروپا، آسیای جنوب شرقی، سوماترا، برخی جزیره‌های ژاپن و بخش‌هایی از آفریقا و آمریکای جنوبی هم زیستگاه این جانور است. به صورت طبیعی نباید در بیشتر بخش‌های اوراسیا خرگوش پیدا کرد. با این حال هم‌اکنون شماری از گونه‌های خرگوش صحرایی در این منطقه یافت می‌شود. بیشتر خرگوش‌ها در اثر مبادلهٔ بزرگ میان آمریکا وارد آمریکای جنوبی شدند. بیشتر این قاره تنها یک گونه از این جانور، خرگوش برزیلی را دربردارد؛ درحالی که بیشتر مخروط جنوبی آمریکا بدون خرگوش است.
خرگوش‌های اروپایی به بسیاری از نقاط جهان برده شده‌اند.

## زیست‌شناسی

### فرگشت
حفرهٔ بینی خرگوش توسط استخوان نرمی پیوند خورده است که تنها هنگام بلعیدن کنار می‌رود برای همین خرگوش‌ها همواره ناچارند از راه بینی نفس بکشند. خرگوش‌ها دو سری دندان پیشین دارند که یکی پشت دیگری جای دارد. به کمک این دندان‌ها است که می‌توان خرگوش‌ها را از دستهٔ جوندگان، که بیشتر با آن‌ها اشتباه گرفته می‌شوند جدا کرد. کارل لینه ریشهٔ خرگوش‌ها و جوندگان (مانند موش صحرایی، موش، سنجاب، همستر، سگ آبی و …) را در گروه سنجابک‌سانان رده‌بندی کرده بود. بعدها تصمیم بر آن شد که این دو دستهٔ جانوری را از گروه جدا کنند. آن‌ها علت این همانندی‌ها را تنها در فرایند فرگشت جانوران دیده بودند. هرچند، امروزه با مطالعه بر روی DNA و شناسایی اجداد آنان نتیجه‌گیری شد که خرگوش‌ها و جوندگان دوباره به گروه سنجابک‌سانان مربوط دانسته شود.

### ریخت‌شناسی

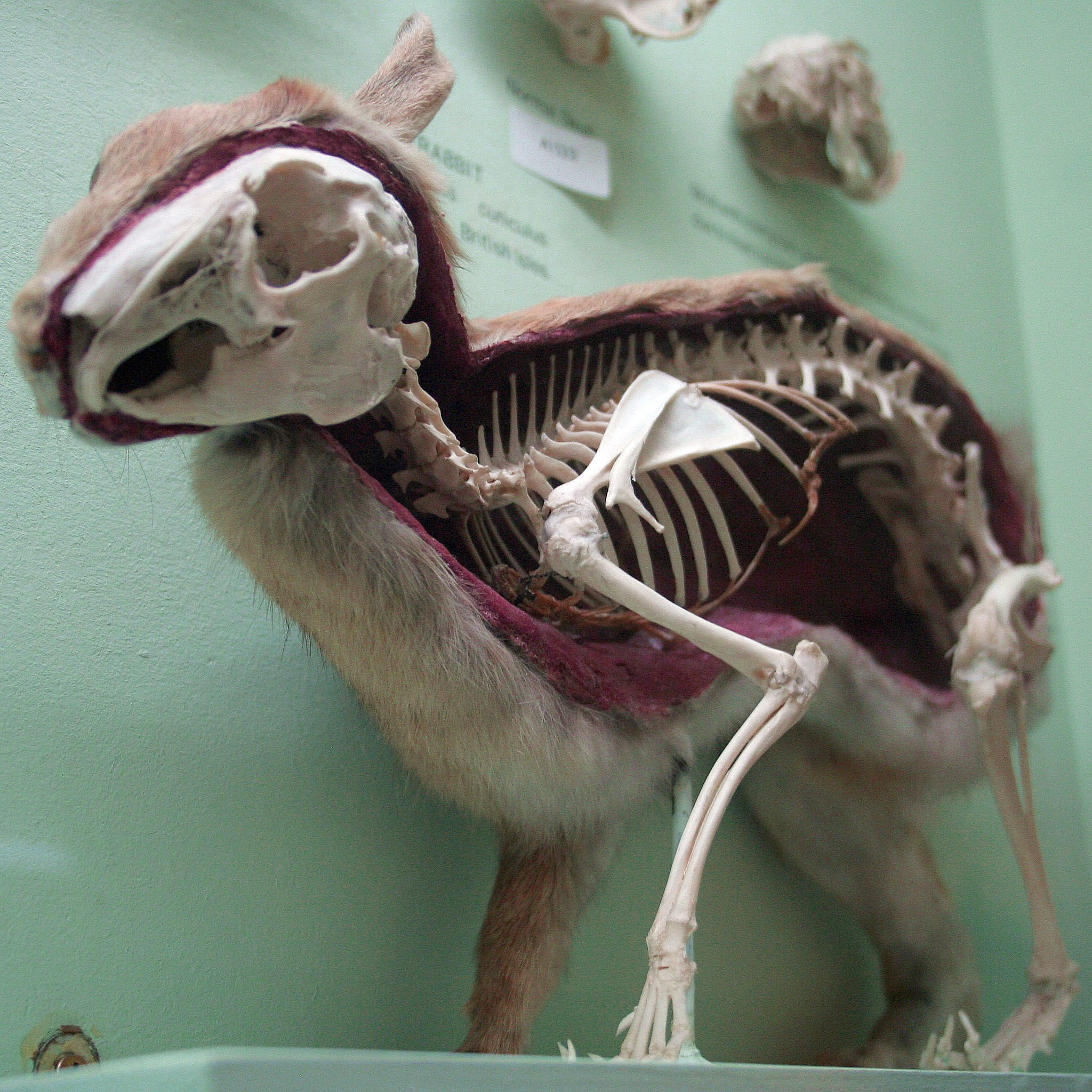
کالبدشناسی خرگوش

گوش‌های بلند خرگوش‌ها که گاهی بلندتر از ۱۰ سانتیمتر (۴ اینچ) هم می‌شوند احتمالاً برای شناسایی درندگان سازگار شده‌اند. دو پای پشتی آن‌ها بسیار نیرومند هستند و چهار انگشت دارند اما پنجه‌های پیشین آن‌ها دارای پنج انگشت است. خرگوش در هنگام استراحت، جانوری کف‌رو است. درحالی که هنگام دویدن بر روی پنجه به این سو و آن سو می‌رود. برای همین بیشتر، خرگوش‌ها را جانورانی پنجه‌رو می‌دانند. اندازهٔ بدن خرگوش می‌تواند از ۲۰ سانتیمتر (۸ اینچ) و ۰٫۴ کیلوگرم تا ۵۰ سانتیمتر (۲۰ اینچ) و بیش از ۲ کیلوگرم برسد. خز بدن آن‌ها هم معمولاً نرم و بلند است و سایه‌های قهوه‌ای، خاکستری و زرد-قهوه‌ای دارد. بعضی نژادهای خرگوش مانند «فلمیش جاینتز» تا ۶ کیلو وزن و ۷۵ سانتیمتر قد دارند. رکورد بزرگ‌ترین خرگوش جهان، متعلق به خرگوشی به نام «داریوس» است که ۱۳۱ سانتیمتر قد و ۱۸ کیلو وزن دارد.

### بوم‌شناسی

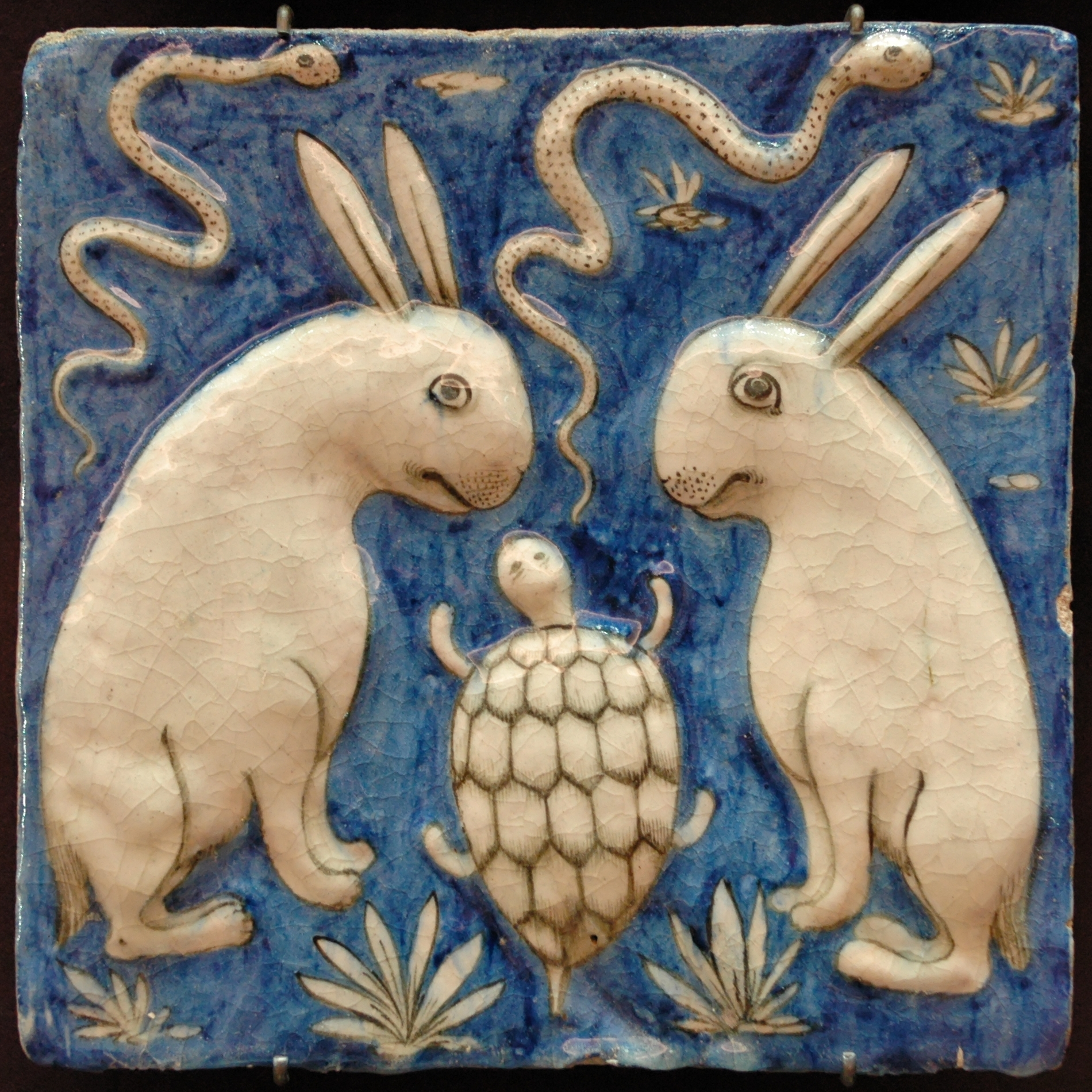
کاشی لعاب‌دار با نقش مار، خرگوش و لاک‌پشت به عنوان نگاره‌ای برای آذین کتاب عجائب المخلوقات وغرائب الموجودات نوشته زکریای قزوینی، مربوط به سده ۱۳ (میلادی)

بیشتر گوارش خرگوش‌ها در رودهٔ بزرگ و کورروده انجام می‌شود. کورروده این جانور نزدیک به ۱۰ سانتیمتر بزرگتر از معده است و همراه با رودهٔ بزرگ نزدیک به ۴۰ درصد فرایند گوارش را بر دوش می‌کشد. ساختار ماهیچه‌ای ویژهٔ اندام کورروده در این جانور اجازه می‌دهد تا روده بتواند رشته‌های گیاهی را از مواد گوارش شدنی جدا کند و رشته‌ها را به صورت مدفوع از بدن بیرون کند. درحالی که مواد مغذی‌تر از راه غشاء مخاطی به صورت کورروده‌پروری جذب می‌شود. نام دیگر کورروده‌پروری «مدفوع شبانه» است. این مواد دارای ویتامین، پروتئین و مواد معدنی فراوانی است که برای سلامتی بدن خرگوش نیاز است. خرگوش این مواد را می‌خورد تا بتواند نیازهای خوراکی بدنش را فراهم کند (فرایندی مانند نشخوار کردن با اندکی تفاوت) پوشش مخاطی اجازه می‌دهد تا مواد مغذی از راه بخش اسیدی معده بگذرد و برای گوارش به روده برسد. خرگوش‌ها با این فرایند می‌توانند مواد مغذی بیشتری را از خوراکشان بیرون بکشند.
خرگوش جانوری است که همواره شکارچیان در کمین آنند. برای همین همواره ناچار است نسبت به پیرامونش هشیار باشد. برای نمونه در بخش مدیترانه‌ای اروپا، روباه‌های قرمز، گورکن و یک گونه از وشق ایبری از شکارچیان همیشگی خرگوش هستند. خرگوش درصورت روبرویی با یک احتمال خطر، سر جایش خشکش می‌زند. پیرامونش را نگاه می‌کند و به دیگر خرگوش‌ها هشدار می‌دهد. در هنگام هشدار انگشت شست قوی‌ترش را بر روی زمین می‌گذارد. خرگوش‌ها میدان دید بسیار گسترده‌ای دارند. آن‌ها برای گریختن از چنگال شکارچی به صورت زیگ زاگ می‌پرند و درصورت گرفتاری با پاهای پشتی خود محکم بر بدن شکارچی می‌کوبند. همچنین از دندان‌های نیرومندشان کمک می‌گیرند و با گاز گرفتن تلاش می‌کنند تا از کشمکش بگریزند.

### خواب
میانگین زمان خواب برای یک خرگوش در قفس ۸٫۴ ساعت است.

### بینایی

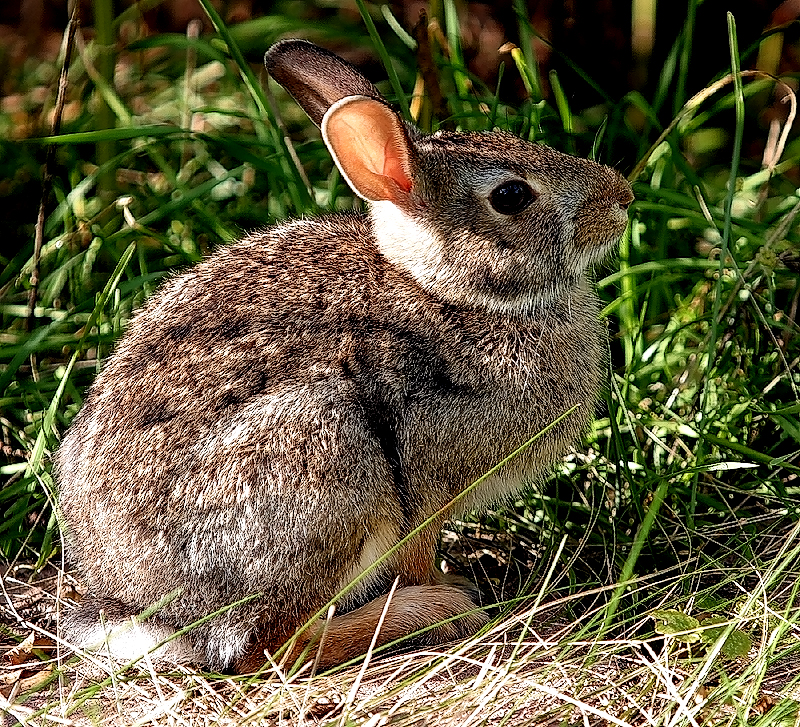
خرگوش - زندگی طبیعی

چون خرگوش در پایین زنجیره غذایی جانوری است زیاد شکار دیگر جانوران می‌شود. برای دیدن شکارچیانی که از پشت به آنها حمله می‌کنند چشم خرگوش در کنار سر (و نه رو به جلو) قرار گرفته است تا شکارچیان را زودتر ببینند. اما این باعث شده که خرگوش، یک نقطه کور ۱۰ درجه‌ای درست مقابل خود داشته باشد؛ یعنی اگر تهدیدی، درست جلوی بینی خرگوش باشد احتمالاً آن را نمی‌بیند. همچنین به این دلیل که چشمان خرگوش در دو طرف سرش است سخت بتواند همزمان با دو چشمشان چیزی را ببینند. برای همین برای دیدن کامل یک جسم از یک چشم خود استفاده می‌کند. به بیان دیگر خرگوش در هنگام دویدن به سختی بتواند برآوردی از سرعت و مسافت رسیدن به چیزی داشته باشد.

## تولیدمثل

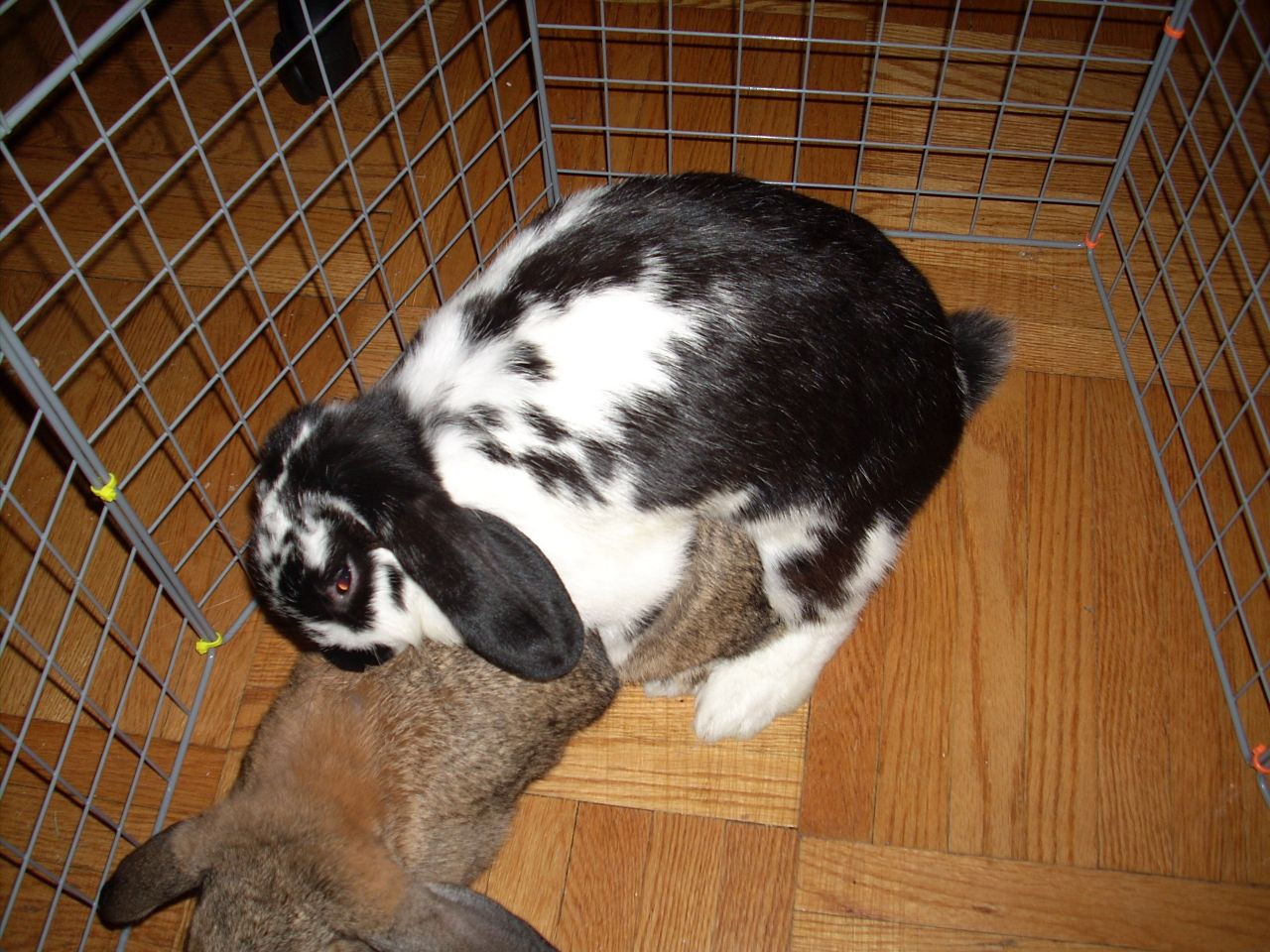
جفت‌گیری خرگوش

نرخ تولیدمثل خرگوش‌ها بسیار بالا است. فصل جفت‌گیری بیشتر خرگوش‌ها ۹ ماه است. فصل جفت‌گیری برای خرگوش‌های استرالیا و نیوزیلند از روزهای پایانی ژوئیه آغاز می‌شود و تا پایان ژانویه ادامه دارد. در حالی که برای دیگر خرگوش‌ها، در بازهٔ فوریه تا اکتبر است. دوران بارداری معمولی هم برای آن‌ها سی روز است و می‌توان انتظار داشت در هر بارداری، چهار تا دوازده بچه به دنیا آید. یک بچه خرگوش، چهار تا پنج هفته شیر می‌خورد. این بدین معنی است که در یک فصل، یک خرگوش ماده می‌تواند ۸۰۰ بچه، نوه و نتیجه (فرزند نوه) تولید کند. یک خرگوش ماده، از شش ماهگی و یک خرگوش نر، از هفت ماهگی، آمادهٔ جفت‌گیری است. فرایند جابجایی اسپرم، بیشتر از ۳۰ تا ۴۰ ثانیه طول نمی‌کشد. رفتارهایی مانند لیسیدن، بو کردن (خرخر کردن) و دویدن به دنبال خرگوش ماده، از جمله کارهای میانهٔ جفت‌گیری است. همچنین پاشیدن ادرار (برای کشیدن قلمرو) از دیگر رفتارهای جنسی این جانور است.

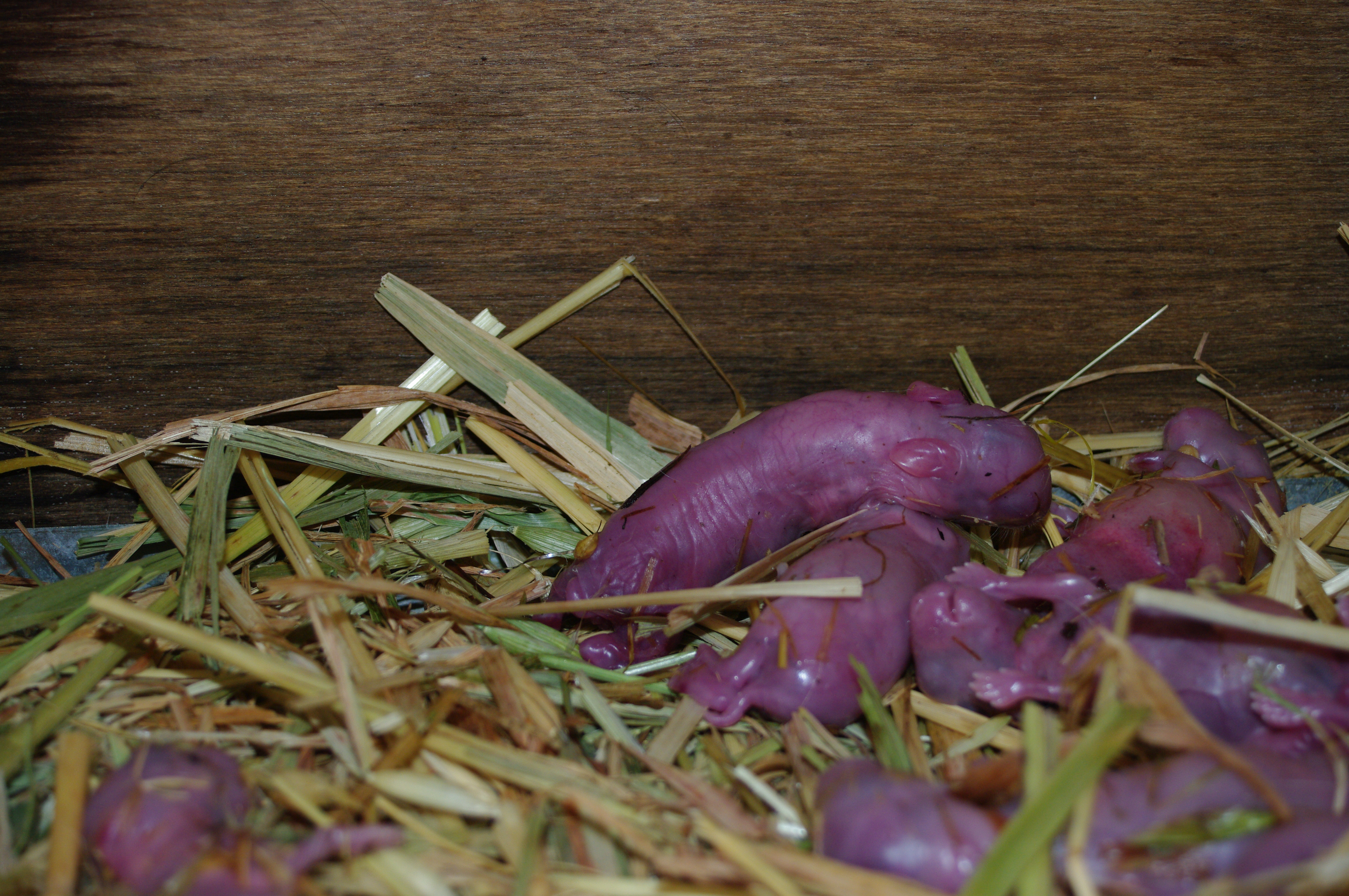
چند نوزاد خرگوش

تخمک‌گذاری، ده ساعت پس از جفت‌گیری آغاز می‌شود. خرگوش ماده پس از جفت‌گیری، لانه‌اش را می‌سازد و با خزهای زیر گردن، شکم و پهلویش مرز لانه‌اش را مشخص می‌کند. گاهی برخی خرگوش‌های ماده در دورهٔ بارداری ممکن است کمی از موهای بدنشان را از دست بدهند. خرگوش ماده با این کار خزهای روی پستانش را کم می‌کند تا آسان‌تر بتواند به نوزادان در راهش، شیر بدهد. نوزاد خرگوش هنگامی که به دنیا می‌آید کور است بدنش خز ندارد و کاملاً ناتوان است. دستگاه ایمنی بدن نوزادان بسیار کم‌توان است و نمی‌تواند پادتن تولید کند برای همین پادتن از طریق جفت به بدن نوزاد می‌رسد.

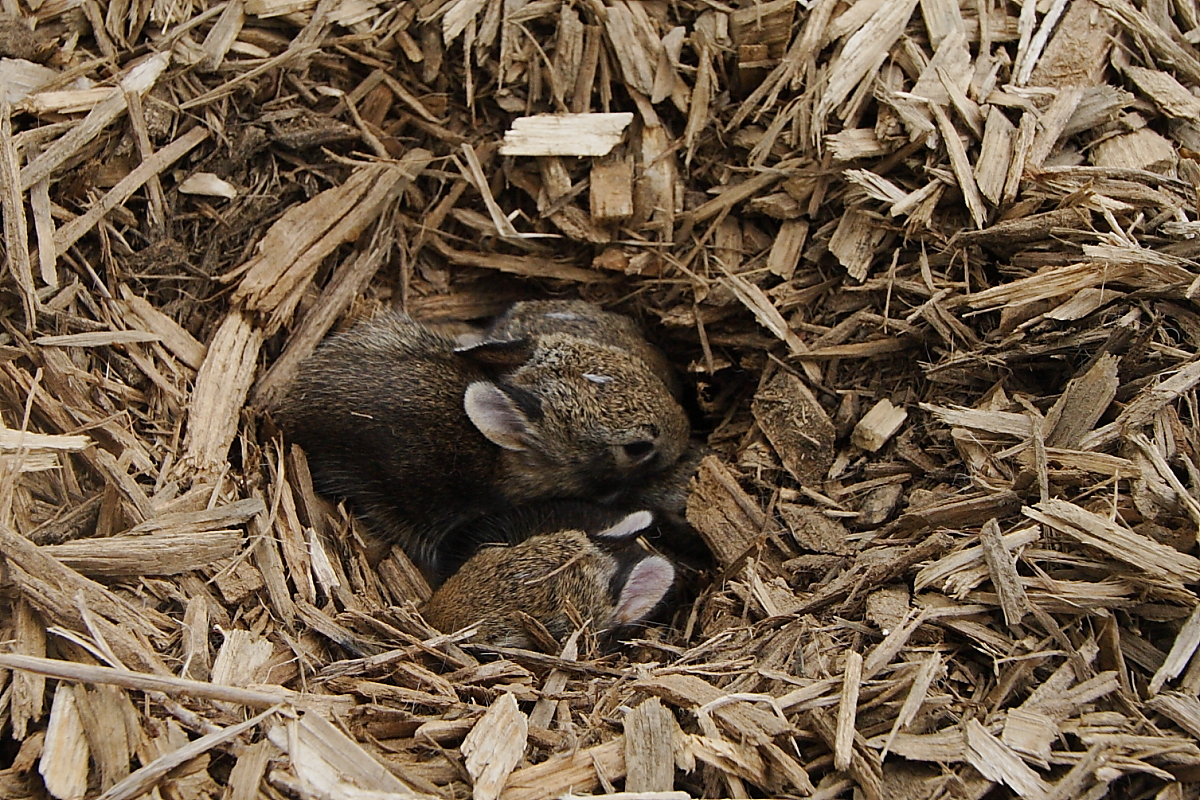
یک لانهٔ خرگوش به همراه بچه‌هایش

طبیعت شیر خرگوش به گونه‌ای است که نوزادان تنها یک یا دو بار در روز آن هم برای چند دقیقه به شیر مادر نیاز پیدا می‌کنند. بدن برهنهٔ نوزادان پس از چند روز از یک موی نازک و نرم پوشیده می‌شود. پس از ده تا یازده روز، چشمشان باز می‌شود و پس از ۱۴ روز می‌توانند به تنهایی غذا بخورند. در سن ۵ تا ۶ هفتگی، پوشش نرم دوران نوزادی خود را از دست می‌دهند و خزهای پیش از بزرگسالی روی بدنشان می‌روید. در سن ۶ تا ۸ ماهگی خرگوش‌ها کاملاً بزرگسال‌اند و خزهای دوران پیش از بزرگسالیشان با خزهای دوران بزرگسالی جایگزین شده است. از این پس، خرگوش‌ها دو بار در سال موهای کهنهٔ بدنشان را از دست می‌دهند و موی تازه پیدا می‌کنند.
یک خرگوش می‌تواند ۹ تا ۱۲ سال زندگی کند. پیرترین خرگوش جهان، ۱۸ سال زندگی کرده است.

## عادت‌های غذایی

### علوفه

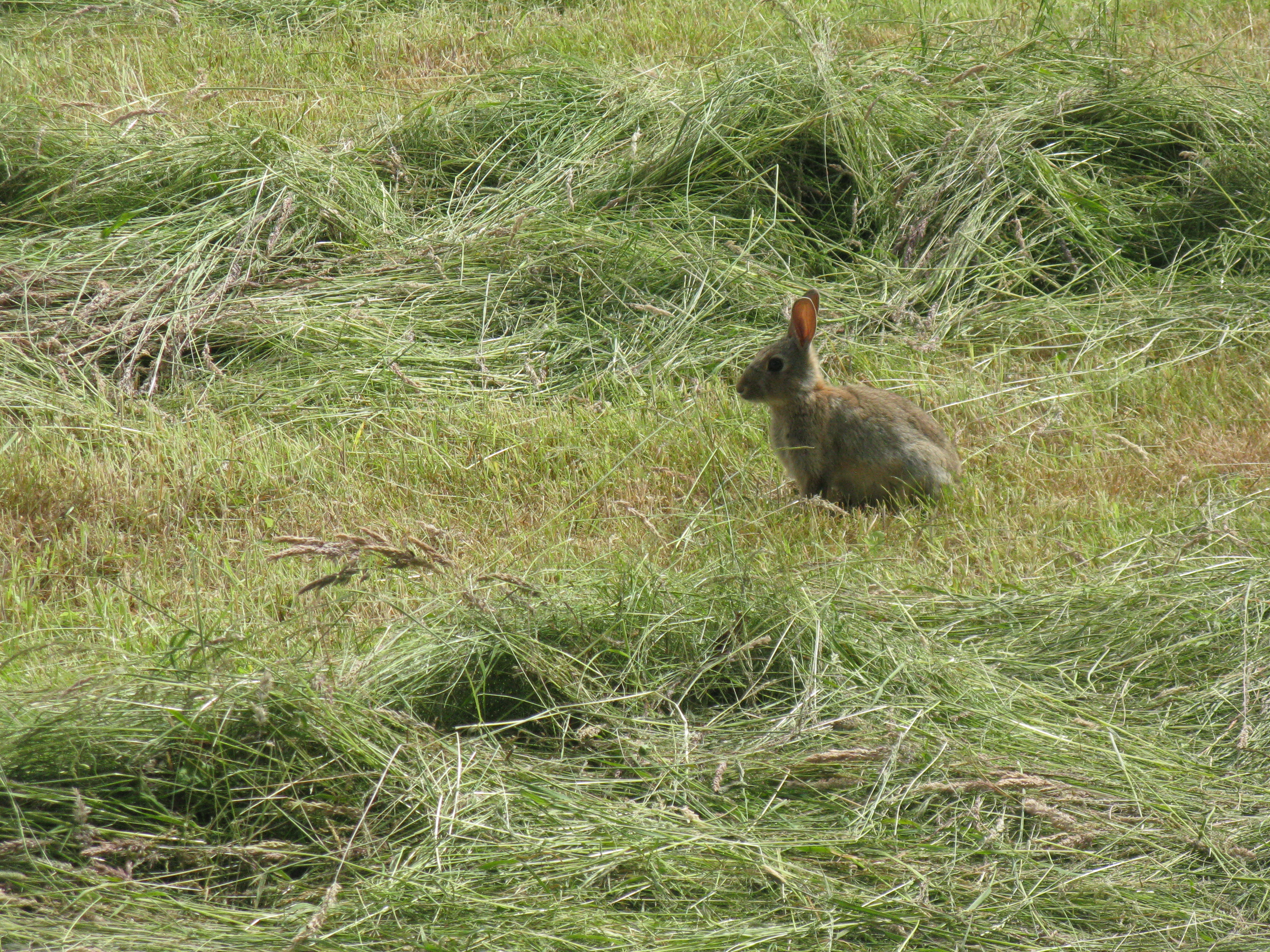
خرگوش میان علوفه خشک

در جیرهٔ غذایی خرگوش علوفه‌های زیاد وجود دارد. بهترین علوفه برای خرگوش‌های باردار و بچه خرگوش‌ها یونجه، و برای سایر خرگوش‌ها لوئیچه چمنی است.
تیموتی، فیبر و پروتئین مورد نیاز خرگوش‌ها را تأمین می‌کند همچنین از رشد بیش از اندازهٔ دندان‌های آنها جلوگیری می‌کند.

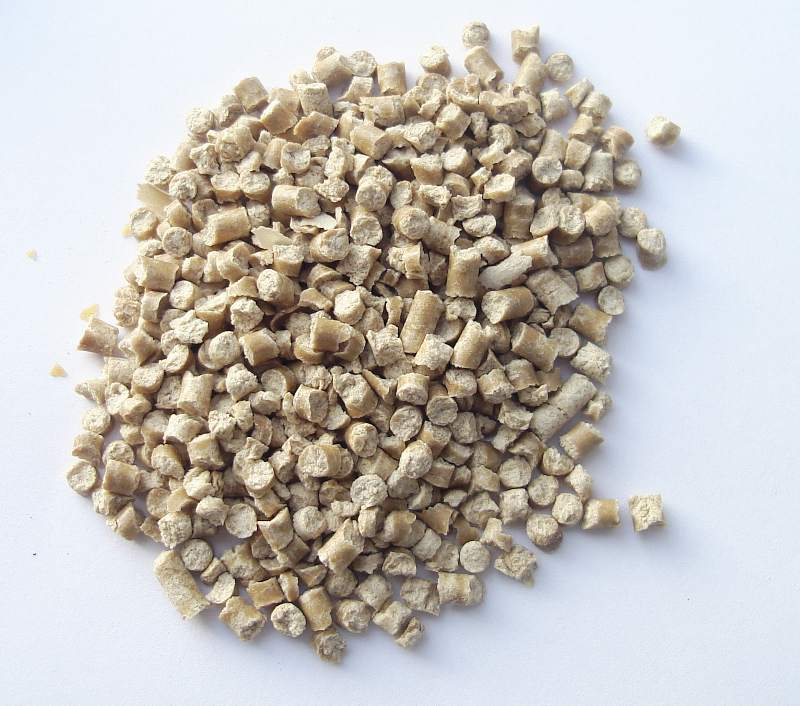
پلت خرگوش

رژیم غذایی خرگوش‌ها باید از تنوع قابل قبولی برخوردار باشد، درست همانند انسان‌ها. اما به‌طور کلی، ۸۰ درصد از رژیم غذایی خرگوش را باید علوفه و یونجه خشک تشکیل دهد. ۲۰ درصد مابقی آن را می‌تواند ترکیبی از مواد غذایی همچون: انواع میوه‌ها، سبزیجات تازه و پلت تشکیل دهد.
علاوه بر این، جویدن یونجه خشک و سفت به کوتاه نگهداشتن دندان‌های خرگوش‌ها که دائماً در حال رشد هستند، کمک می‌کند. خرگوش‌ها سیستم گوارش حساسی دارند و باید غذاهای باکیفیت و مخصوص به خودشان را بخورند.

#### غذای بچه خرگوش
خرگوش‌ها در بدو تولد، مانند سایر پستانداران به شیر مادر نیاز دارند. خرگوش‌ها تا سن ۱٫۵ تا ۲ ماهگی شیر می‌خورند. اما بعد از ۲ تا ۳ هفتگی می‌توانند خوردن غذاهای جامد را شروع کنند. در سن ۶ تا ۸ هفتگی از شیر گرفته می‌شوند و در این زمان هم سیستم گوارش آنها شروع به تغییر می‌کند تا بتواند مواد غذایی جامد را هضم کند.

### خوردن مدفوع

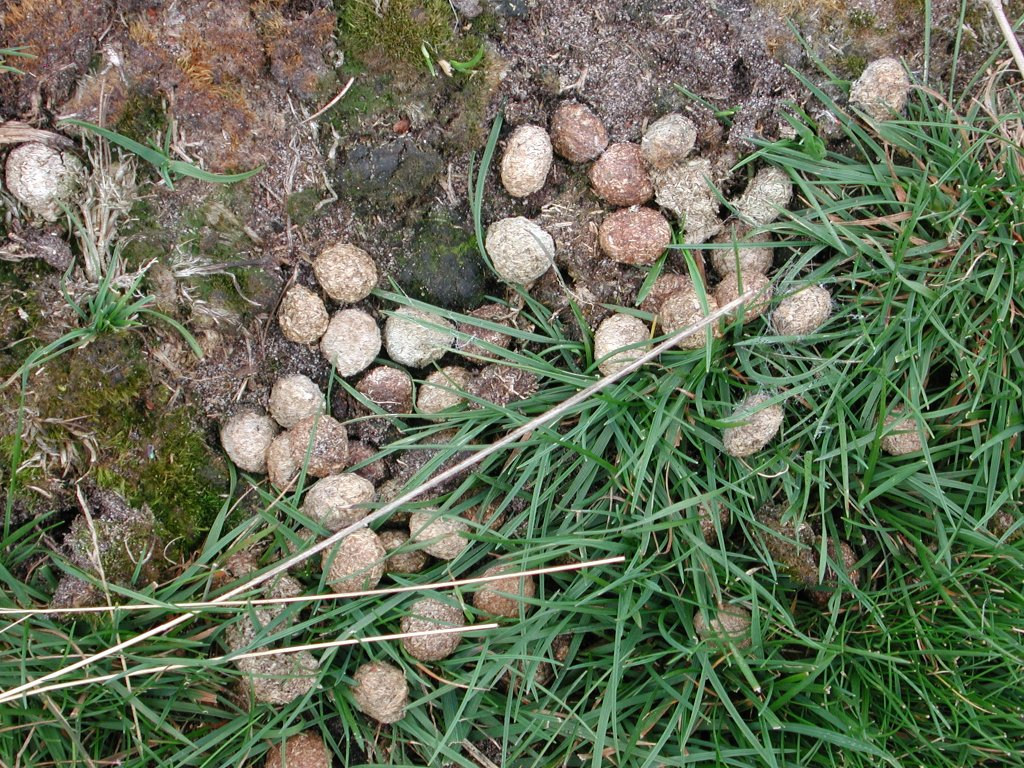
مدفوع خرگوش

خرگوش جانوری گیاه‌خوار است که برای پیدا کردن غذا به میان چمن، علف هرز، و چوب‌های برگدار می‌رود. بخش گسترده‌ای از خوراک خرگوش را سلولز می‌سازد که ماده‌ای با گوارش دشوار است. خرگوش‌ها برای حل این مشکل دارای دو گونه مدفوع اند. یکی تکه‌های سخت و دیگری گلوله‌های نرم سیاه و روان رو که بی‌درنگ توسط خرگوش خورده می‌شوند. خرگوش‌ها مدفوع نرم خود را می‌مکند (برخلاف گاو و بسیاری علفخواران که می‌جوند و نشخوار می‌کنند) تا مواد مغذی بیشتری از آن بیرون بکشند و بیشتر آن را گوارش کنند. زیرا مدفوع نرم آنها سرشار از پروتئین و ویتامین ب است. خرگوش‌ها روزی یکبار مدفوع نرم خود را می‌خورند تا بیشترین انرژی را از غذایشان جذب کنند.

### خوردن هویج

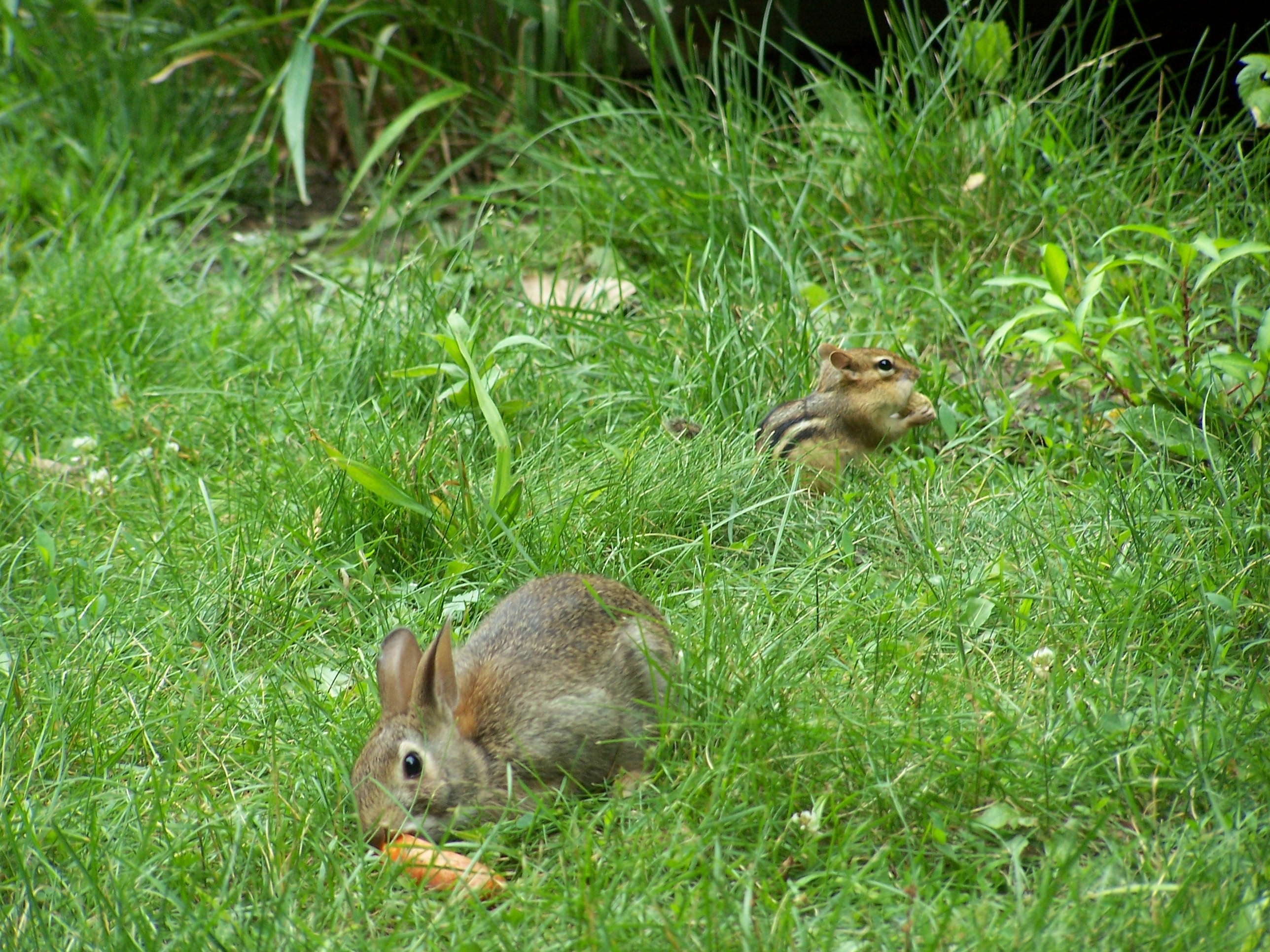
خوردن هویج توسط خرگوش

بر خلاف باور عمومی، خوردن هویج برای خرگوش‌ها ضرر دارد؛ زیرا هویج، سرشار از قند است. غذای اصلی خرگوش، علوفه است. علوفه دندان‌های خرگوش (که مرتب رشد می‌کنند) را حفظ می‌کند و شکم آن‌ها را سالم نگه می‌دارد.
خرگوش نمی‌تواند استفراغ کند.

## تفاوت نسبت به خرگوش صحرایی
مهم‌ترین تفاوت خرگوش معمولی و خرگوش صحرایی در نوزاد این جانوران است. نوزاد خرگوش هنگام تولد بدنی بی مو دارد و کور است در حالی که نوزاد خرگوش صحرایی بدنی پوشیده از مو دارد و می‌توانند ببینند. همهٔ خرگوش‌ها به جز گونهٔ دم‌پنبه‌ای در لانه‌هایی که در زمین کنده‌اند زیر زمین زندگی می‌کنند. اما خرگوش صحرایی لانه‌ای ساده و معمولی دارد. خرگوش‌های صحرایی اندامی بزرگتر، گوش‌هایی بلندتر و پاهای پشتی کشیده‌تر و نیرومندتر از خرگوش دارند. همچنین بر روی خز بدن آن‌ها لکه‌ها و رگه‌های سیاه رنگ دیده می‌شود. خرگوش‌های صحرایی هرگز اهلی نمی‌شوند. خرگوش اروپایی هم به عنوان جانور خانگی و هم به عنوان گوشت خرگوش کاربرد دارد. خرگوش‌های صحرایی همچنین بسیار در برابر شکارچیان، محتاط عمل می‌کنند و هوشیار هستند.

## نگهداری به عنوان حیوان خانگی

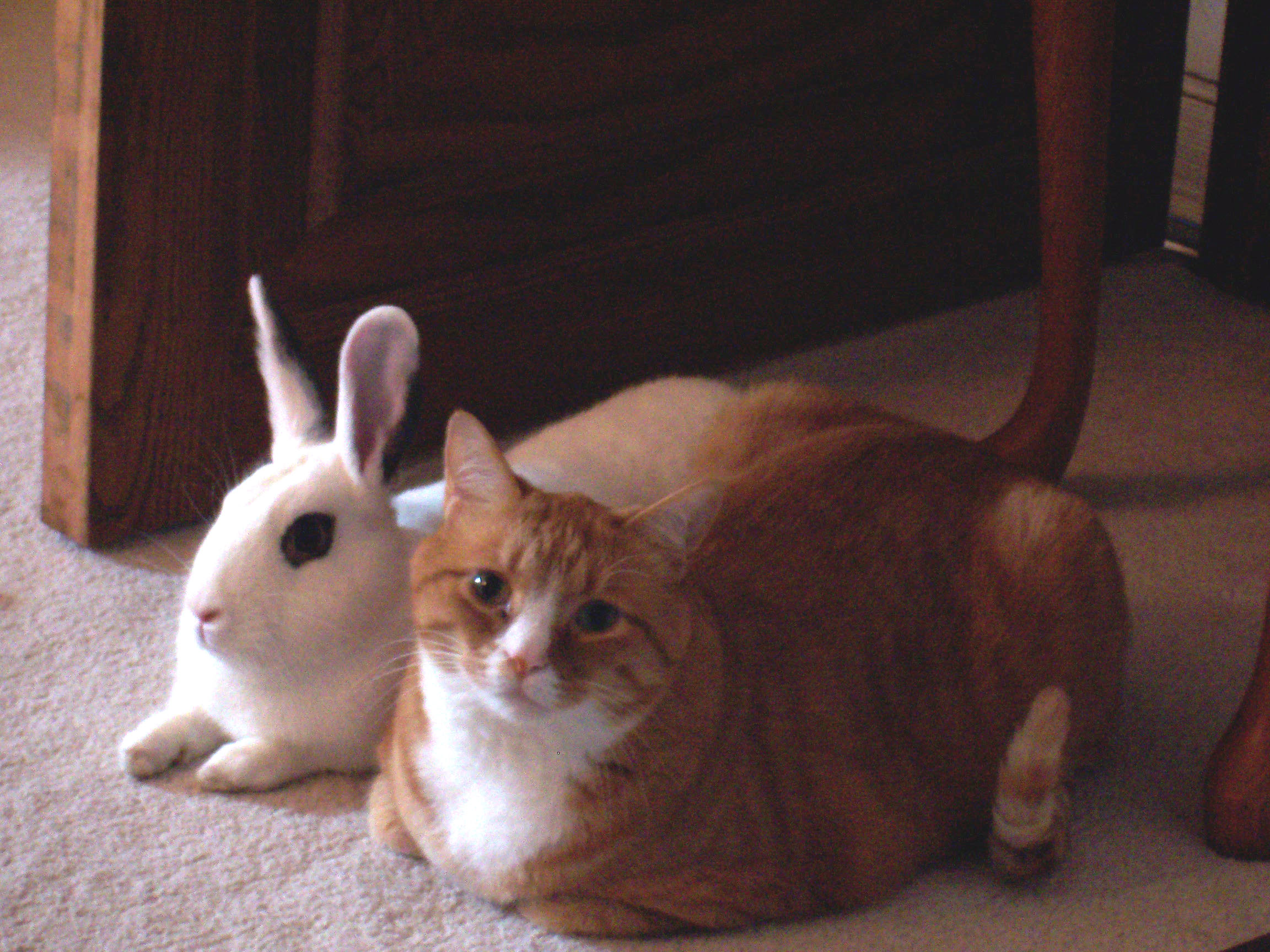
روابط خرگوش و گربه

خرگوش‌های اهلی را می‌توان به عنوان جانور خانگی در حیاط خانه یا درون خانه در قفس نگهداری کرد و اجازه داد که در فضای درونی گردش کنند. خرگوش‌هایی را که درون فضای خانه نگاه می‌دارند با نام «خرگوش خانگی» می‌شناسند. البته این خرگوش‌ها جای مناسبی برای دویدن و ورزش و هم یک قفس ویژه نیاز دارند. می‌توان به خرگوش‌ها آموزش داد که در جعبهٔ خود باشند و یاد بگیرند که هنگامی که نامشان را صدا می‌کنیم به سوی ما بیایند. خرگوش‌هایی هم هستند که در طول روز در بیرون خانه و فضای بازند و در هنگام شب به خانه بازمی‌گردند.
خرگوش‌ها برای بازی گوشی به ابزارهایی مانند توپ، تونل، پوسته (چادر) و دیگر اسباب بازی‌ها نیازمندند. معمولاً برای خرگوش‌های خانگی فضایی افزون بر آنچه دارند هم در نظر گرفته می‌شود برای نمونه آن‌ها را به بیرون می‌برند تا در چمن بازی کنند و در فضای امنی بدوند.

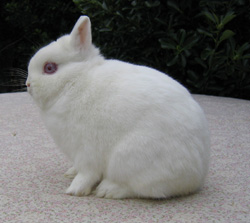
خرگوش لهستانی

خرگوش خانگی به صورت نامحدود می‌تواند لوئیچهٔ چمنی و دیگر علف‌های خشک را بخورد. همچنین باید اندکی از خوراک‌های ترکیبی صنعتی خرگوش که از پیش فراوری شده است هم به آن داد. حتماً باید به اندازهٔ کافی برای آنها سبزی تازه فراهم کرد و دسترسی نامحدود به آب تازه و پاک داد. خرگوش جانوری اجتماعی است. خرگوش خانگی می‌تواند با بسیاری از موجودات زندهٔ پیرامونش مانند سگ، گربه، دیگر خرگوش‌ها، پرندگان، چینچیلا، خوکچه هندی و حتی انسان دوست شود. البته در چنین وضعیتی باید بیشتر از آن‌ها نگهداری کرد چون ممکن است این جانوران به خرگوش حمله کنند. خرگوش جانوری خجالتی است و به آسانی وحشت زده می‌شود. استخوان‌های آن‌ها به ویژه در پشت، بسیار شکننده هستند برای همین هنگام بغل کردن آن‌ها باید شکم و پشتشان را هم گرفت تا آسیب نبینند.

## رفتار و توجه

### پرخاشگری
خرگوش‌ها ممکن است خرخر کنند، ناگهانی بپرند و حتی گاز بگیرند. البته معمولاً آنقدر محکم گاز نمی‌گیرند که پوست کنده شود. خرگوش‌ها هنگامی که بترسند پرخاشگر می‌شوند. می‌توان این رفتارهای خرگوش را با ابزارهای مناسب بهبود داد. «انجمن خانهٔ خرگوش» می‌گوید که دارندهٔ خرگوش باید با کمک رفتارهای مناسب، اعتماد او را به خود جلب کند و با او مهربان باشد.

### زبان بدن

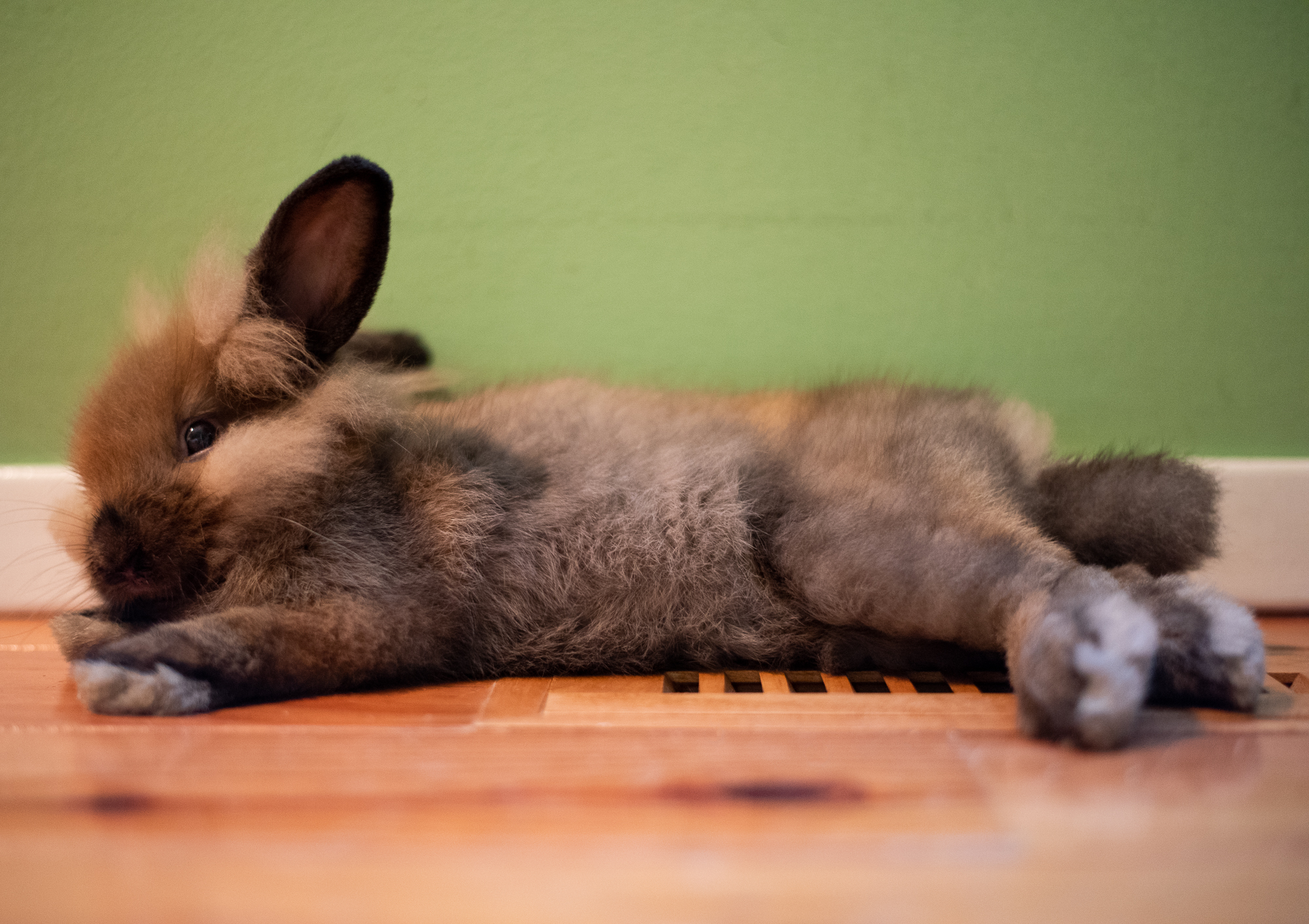
خواب خرگوش

خرگوش با پریدن، جنباندن بینی، و شکل نگه‌داشتن گوش‌ها ارتباط برقرار می‌کنند. وقتی دو گوش به سوی بالا سیخ شده، خرگوش در حالت هشدار است و با دقت به صداهای اطراف گوش می‌کنند. اگر یک گوش بالا و دیگری پایین باشد، آن‌ها کماکان ولی نه با تمرکز کامل گوش می‌کنند. اگر خرگوش، جست و خیز می‌کند به عقب لگد می‌زند، احتمالاً خوشحال و مشغول بازیگوشی است. وضعیت بینی خرگوش، سنجه خوبی برای دانستن میزان معاشرت و بیان احساس خرگوش است. وقتی خرگوش با بینی به شما می‌زند احتمالاً یا این که می‌خواهند از سر راهش کنار بروید و یا با او بازی کنید.

## به عنوان خوراک

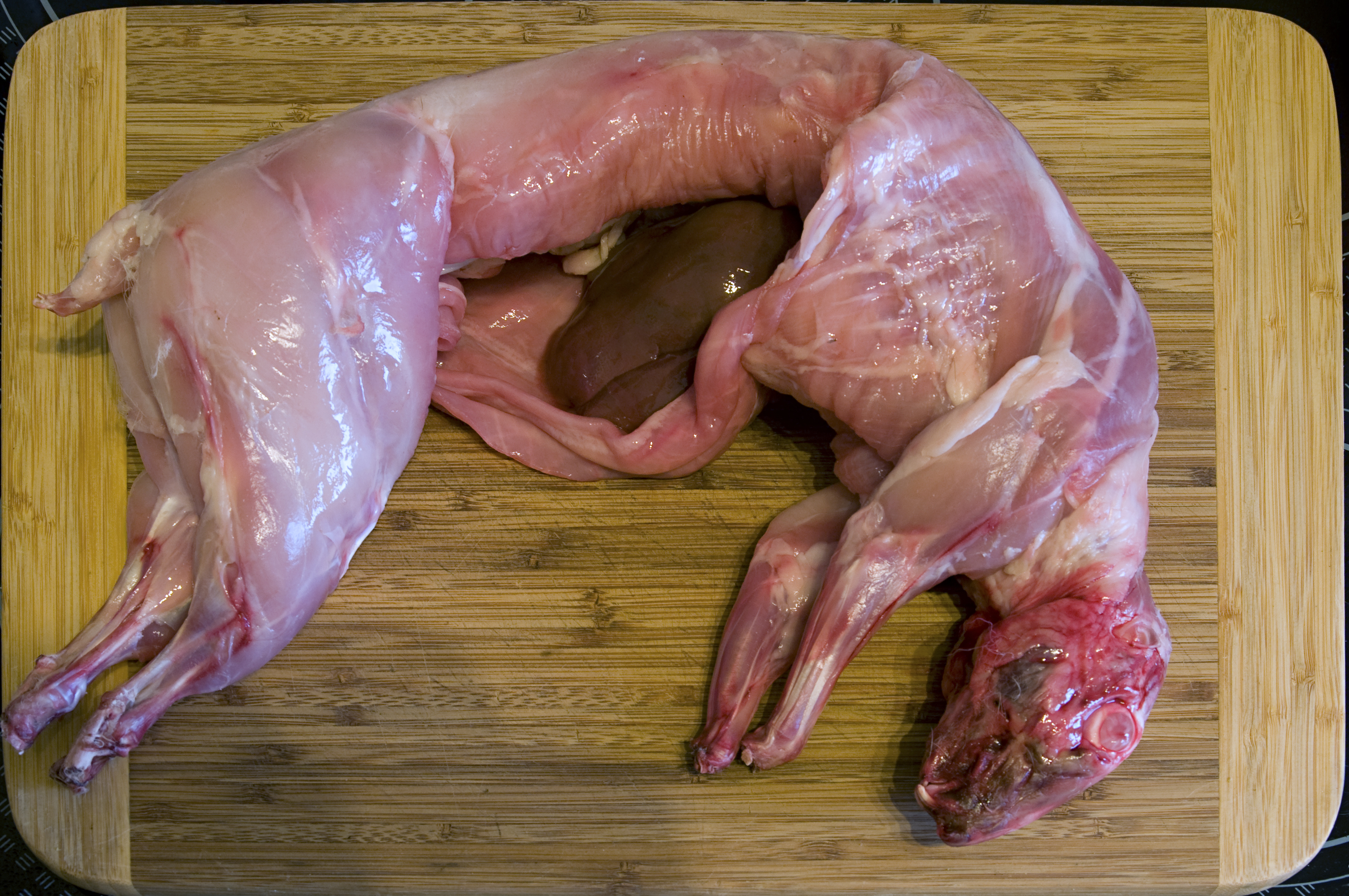
گوشت خرگوش که به صورت صنعتی به فروش می‌رسد.

گوشت خرگوش اروپایی، خرگوش صحرایی اروپایی و خرگوش صحرایی در اروپا، آمریکای جنوبی و آمریکای شمالی و بخش‌هایی از خاور میانه به عنوان خوراک خریداری می‌شود.

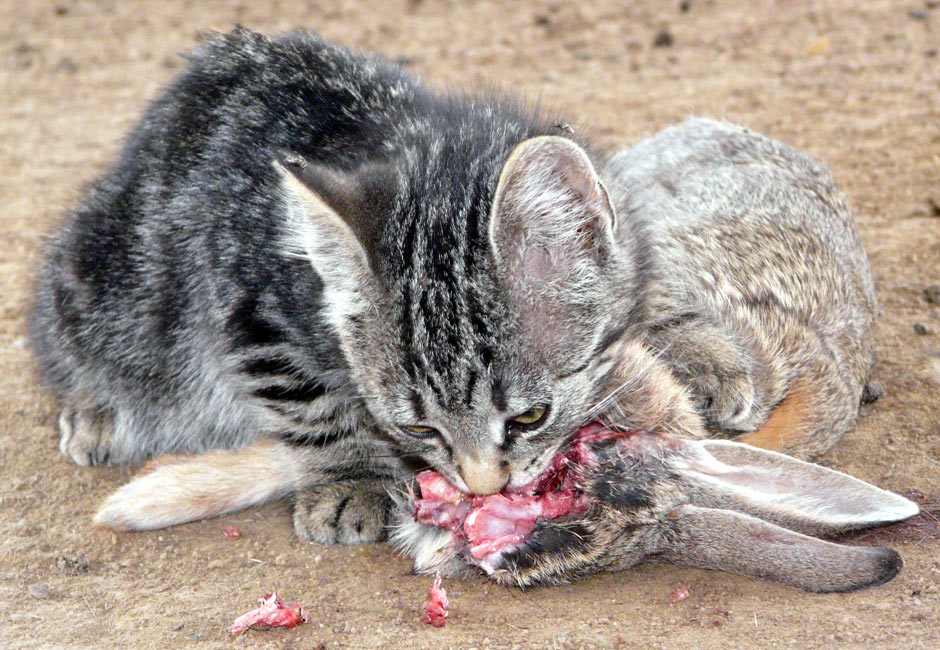
شکار خرگوش توسط گربه

در بریتانیا گوشت خرگوش در قصابی‌ها و فروشگاه‌های کوچک و بزرگ به صورت گوشت یخ‌زده خریداری می‌شود. همچنین گوشت تازهٔ آن هم در دسترس است. برای نمونه در فروشگاه‌های مزرعه‌ها و بازارهای بارو در لندن خرگوش‌های کشته شده را به صورت سنتی آویزان کرده‌اند و به فروش می‌رسانند. تا پیش از شناخت بیماری استحاله میگزومی، گوشت خرگوش در سیدنی، استرالیا بسیار پُرهواخواه بود. اما پس از آن مردم کمتر به سراغ گوشت خرگوش رفتند. گوشت خرگوش در آشپزی مراکشی بسیار کاربرد دارد به ویژه در خوراکی به نام طاجین که آن را «با بادام بو داده چند دقیقه پیش از آوردن بر سر میز می‌آرایند». گوشت این جانور در آسیا-اقیانوسیه چندان شناخته شده نیست.
چندین بیماری مرتبط با مصرف گوشت خرگوش شناخته شده است که از آن جمله می‌توان به تولارمی یا تب خرگوش اشاره کرد. بیماری دیگر گرسنگی خرگوش نام دارد. به دلیل کمبود اسیدهای چرب ضروری در گوشت خرگوش چنین نامی برای این بیماری انتخاب شده است.

## به عنوان پوشاک
گاهی خز خرگوش برای پوشاک (مانند کلاه) و ساخت برخی ابزارها بکار گرفته می‌شود. خرگوش آنگورا دارای موهای بلند و نازکی است و می‌توان مانند پشم گوسفند از آن بهره‌برداری کرد به همین دلیل برخی به پرورش و تولید مثل این گونهٔ خرگوش می‌پردازند.

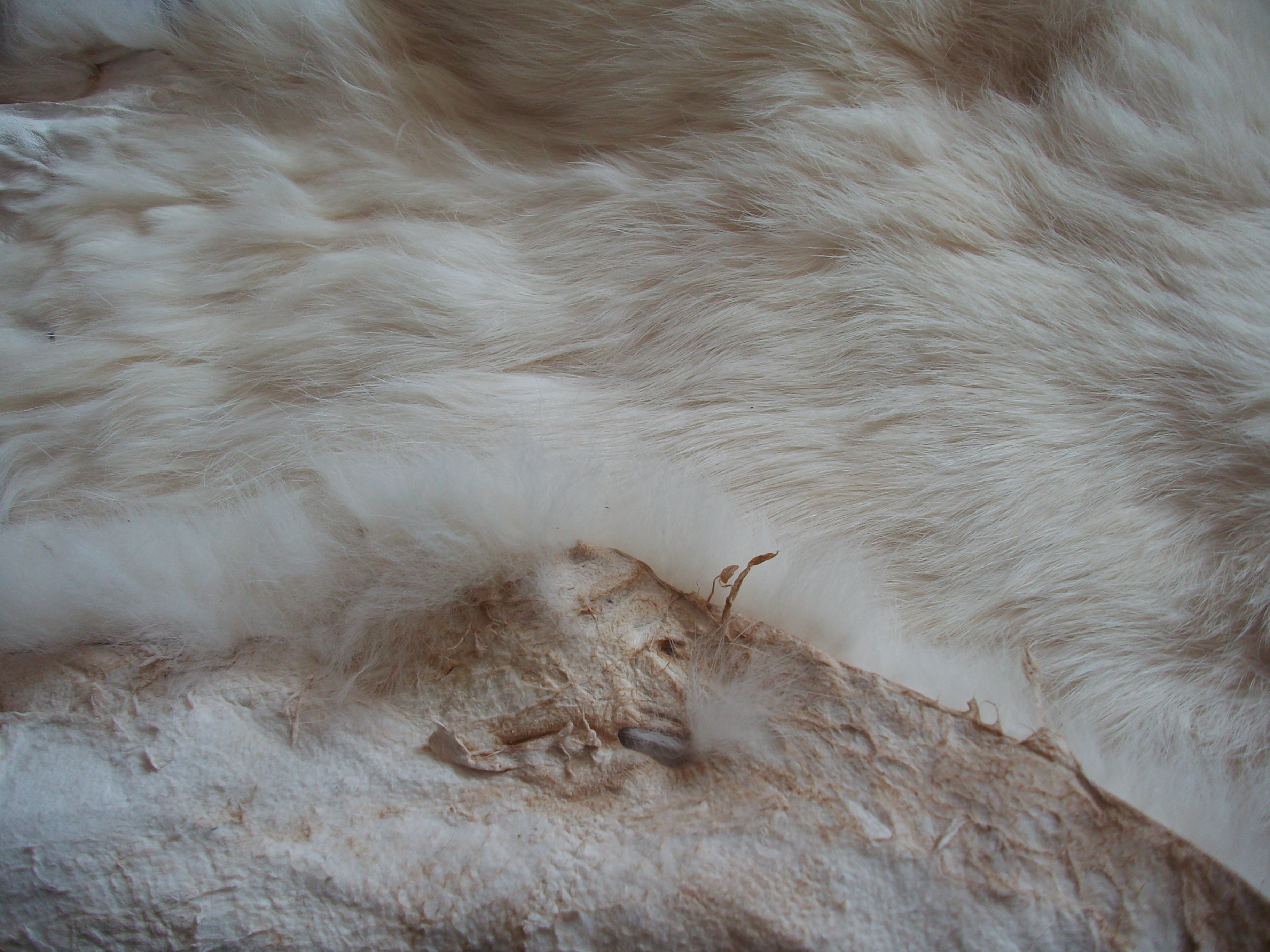
دباغی پوست خام خرگوش، این پوست به دلیل نرمی اش با ارزش است.

## کود
خرگوش‌ها کود بسیار پرباری را در زمین فراهم می‌کنند همچنین ادرار این جانور چون سرشار از نیتروژن و برای درخت‌های لیمو بسیار خوب است. شیر خرگوش هم چون سرشار از پروتئین است می‌تواند کاربردهای پزشکی داشته باشد.

## نگارخانه

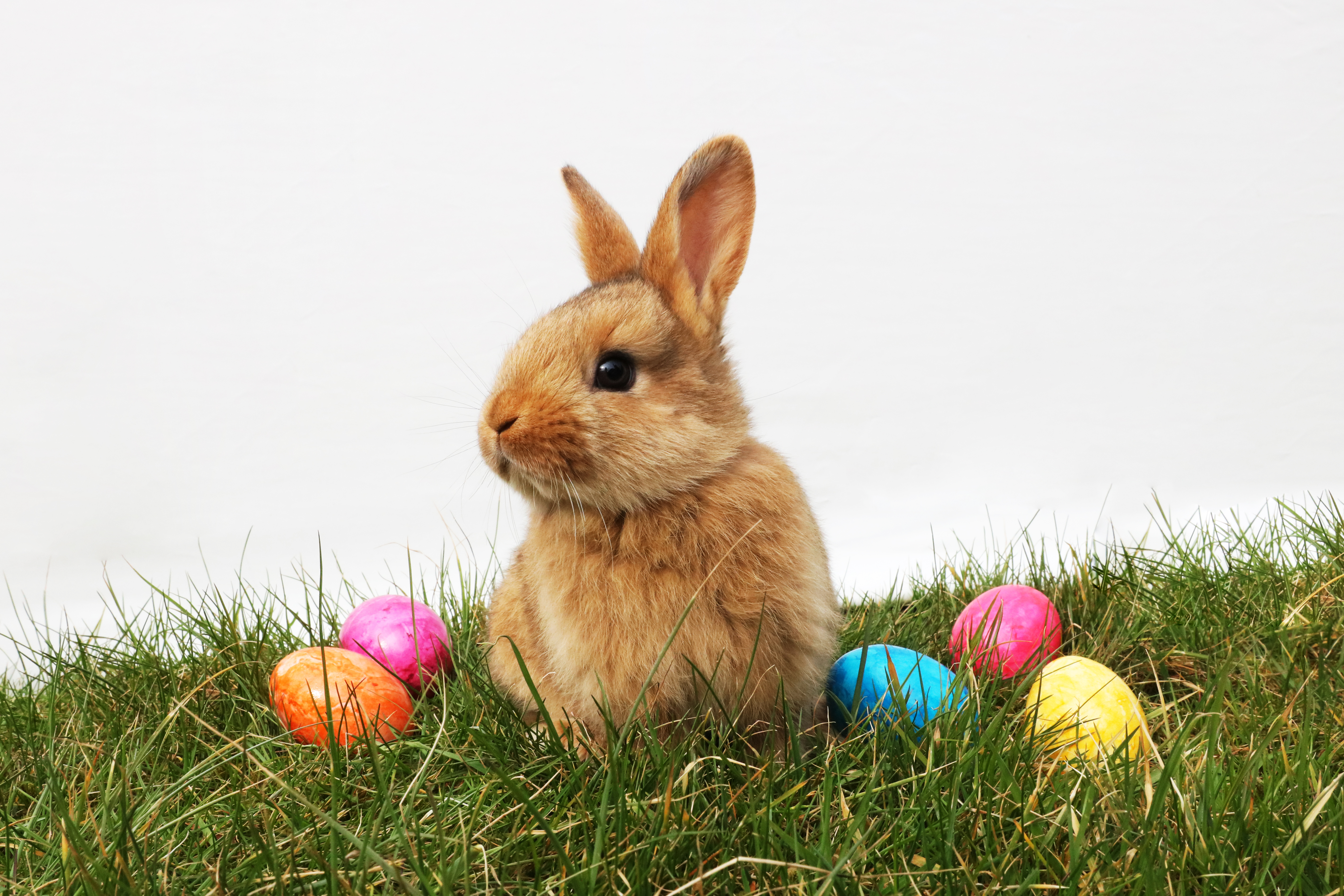
خرگوش عید پاک
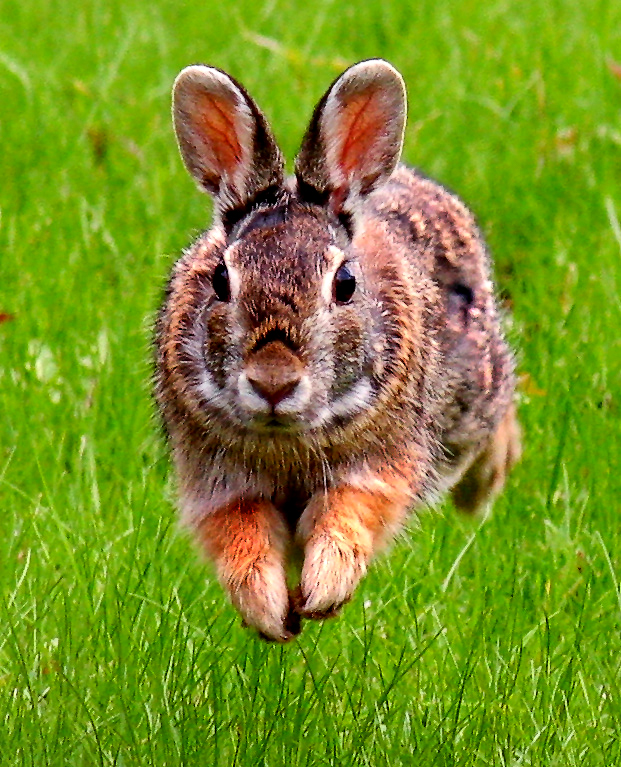
جهیدن خرگوش
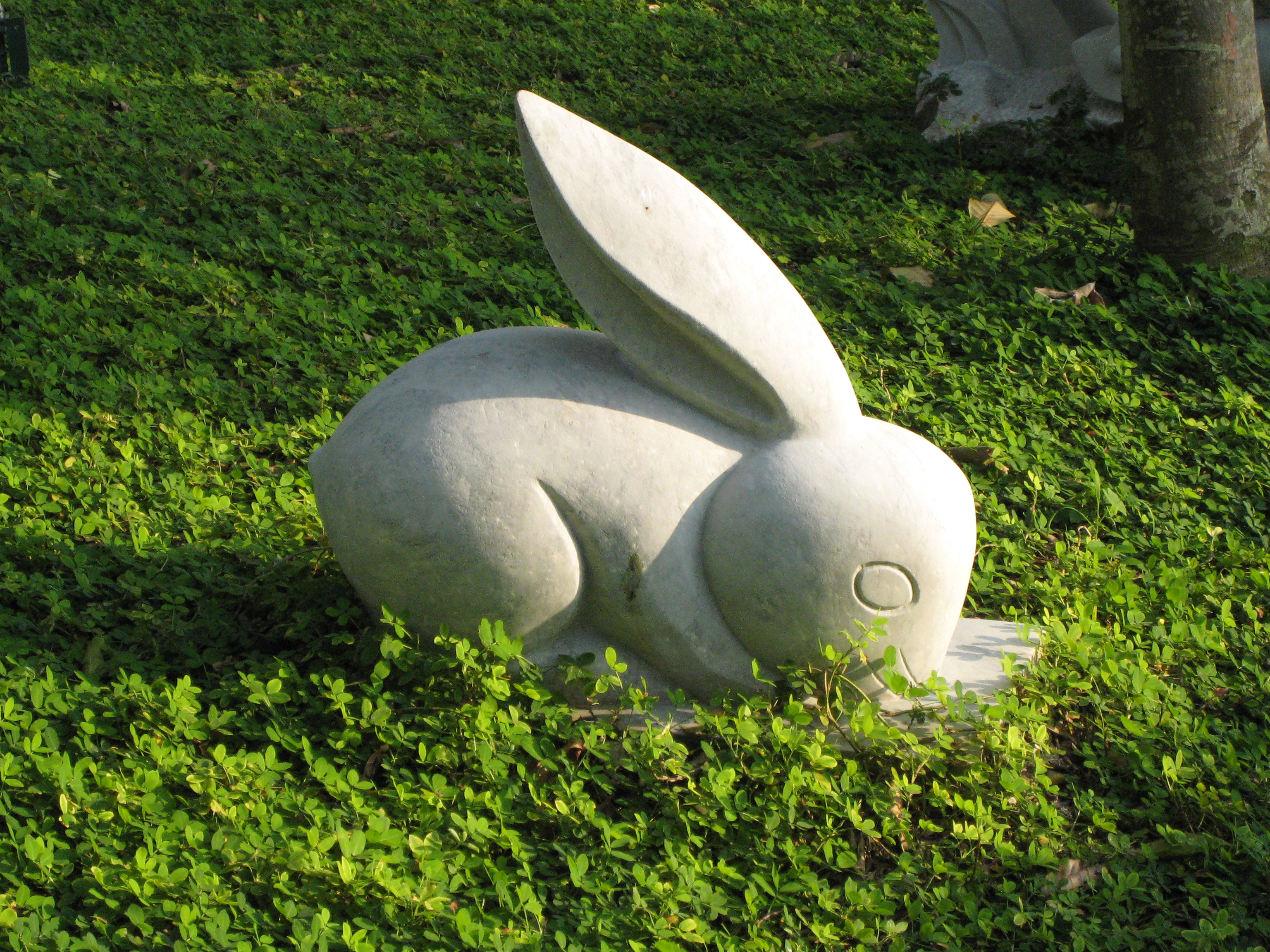
مجسمه خرگوش در هنگ کنگ
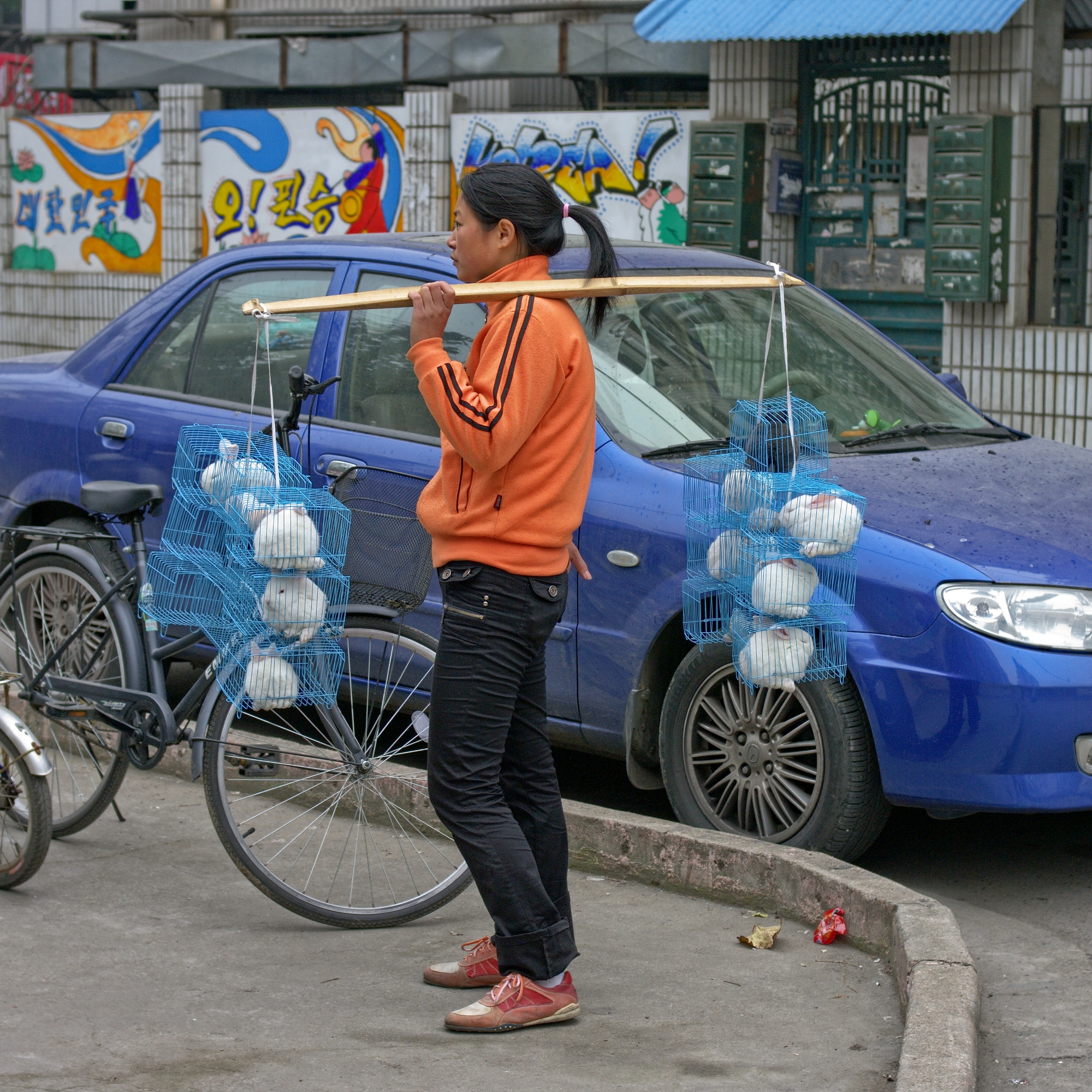
فروش غیراصولی خرگوش در چین
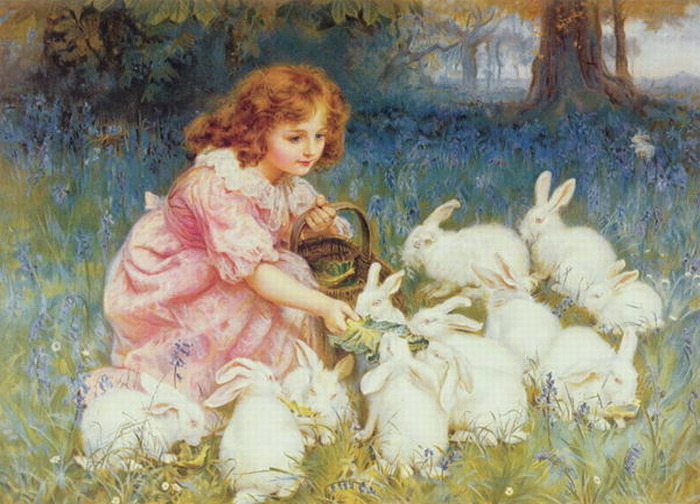
نقاشی غذادهی خرگوش‌ها